# Bahnhof Müllheim im Markgräflerland
Der Bahnhof Müllheim im Markgräflerland (bis Dezember 2024: Bahnhof Müllheim (Baden)) ist ein Bahnhof in Müllheim im Markgräflerland. Er bildet einen Eisenbahnknotenpunkt in Südbaden, in dem die Bahnstrecke Müllheim–Mulhouse von der Bahnstrecke Mannheim–Basel abzweigt. Von 1896 bis 1955 lag vor dem Bahnhof der Ausgangspunkt der straßenbahnähnlich konzipierten Lokalbahn Müllheim–Badenweiler. Der ehemalige Namenszusatz „(Baden)“ stammt aus der Zeit des Baus der Rheintalbahn im Großherzogtum Baden.

## Lage
Der Bahnhof Müllheim liegt am südlichsten Abschnitt der Rheintalbahn etwa in der Mitte zwischen Freiburg im Breisgau und Basel.
Durch die weitgehend geradlinige Trassierung der Bahnstrecke liegt er wie viele andere Bahnhöfe entlang der Strecke außerhalb der ursprünglichen Stadtgebiets von Müllheim. Um den Bahnhof herum ist ein Gewerbegebiet entstanden, in das früher auch Gleisanschlüsse existierten. Die Adresse des Bahnhofs lautet Bahnhofstraße 1.

## Geschichte

### Eröffnung des Bahnhofs und der Rheintalbahn
Am 1. Juni 1847 wurde der Müllheimer Bahnhof zusammen mit dem Streckenabschnitt Freiburg (Breisgau) Hbf–Müllheim im Markgräflerland der von Mannheim über Karlsruhe und Freiburg nach Basel führenden Rheintalbahn eröffnet. Rund zwei Wochen später folgte bereits ein weiterer Streckenabschnitt der Rheintalbahn nach Schliengen, bis 1855 war die komplette Strecke bis Basel befahrbar.
1955 wurde die Rheintalbahn und damit auch der Bahnhof Müllheim elektrifiziert.

### Entwicklung zum Eisenbahnknotenpunkt

#### Bahnstrecke Müllheim–Mülhausen
Im Jahr 1865 gab es erste Petitionen einiger Anliegergemeinden an das Großherzogtum Baden, eine Bahnstrecke von Müllheim nach Mülhausen zu bauen. Die Badische Regierung erließ am 30. März 1872 ein Gesetz, Die Anlage einer Eisenbahn von Müllheim nach Neuenburg eventuell nach Mülhausen betreffend. Ende 1876 begannen die Bauarbeiten an der Strecke. Die Strecke wurde am 6. Februar 1878 eröffnet, um das Gebiet um Mülhausen mit Lebensmitteln und Holz aus der Gegend um Müllheim zu versorgen.
Am 12. Oktober 1939 wurde während des Zweiten Weltkriegs die Rheinbrücke Neuenburg–Chalampé gesprengt. Die deutsche Reichsbahn baute die Brücke zwischen 1940 und 1941 eingleisig wieder auf – auf ihrem Rückzug aus Frankreich bzw. dem Elsass am 9. Februar 1945 zerstörten jedoch deutsche Truppen den Übergang erneut.
Bis Mai 1965 wurde die Stichstrecke von Müllheim nach Neuenburg am Rhein elektrifiziert.
Ab Sommer 1975 gab es nur noch vier Zugpaare zwischen Mulhouse und Müllheim. Am 31. Mai 1980 wurde der Personenverkehr auf dem Abschnitt Müllheim im Markgräflerland–Neuenburg (Baden) eingestellt. Die Strecke blieb jedoch weiterhin für den Güterverkehr erhalten.
Im Oktober 1998 fand eine Sonderfahrt mit einem Regio-Shuttle der Breisgau-S-Bahn GmbH statt. Machbarkeitsstudien bestätigten der Strecke im Frühjahr 2004 einen positiven Kosten-Nutzen-Faktor. Nach einem dreiwöchigen Probebetrieb fand am 27. August 2006 die Einweihungsfeier für die Wiederaufnahme des Personenverkehrs statt. Von 2006 bis 2012 wurde er an bestimmten Sonn- und Feiertagen im Rahmen eines Eventverkehres wieder angeboten. Seit dem Fahrplanwechsel am 9. Dezember 2012 findet wieder regelmäßiger Verkehr zwischen Müllheim und Mulhouse statt.

#### Lokalbahn Müllheim–Badenweiler
1894 wurde unter maßgeblicher Beteiligung der Bahnbau- und Betriebsgesellschaft Vering & Waechter das so genannte „Badenweiler Bähnle“, die Müllheim-Badenweiler Eisenbahn AG (MBE), gegründet. Am 15. Februar 1896 wurde der Betrieb als dampfbetriebene Straßenbahn eröffnet. Zunächst führte Vering & Waechter den Betrieb selbst, 1899 übernahm schließlich die Deutsche Eisenbahn-Betriebsgesellschaft (DEBG) die Betriebsführung. Die Dampfzüge wurden am 7. April 1914 durch elektrische Fahrzeuge abgelöst, die mit 1000 Volt Gleichstrom betrieben wurden.
Ab dem 1. März 1955 wurde das Land Baden-Württemberg Eigentümer der MBE und zum 29. März 1955 gelangte die Lokalbahn zu den Mittelbadischen Eisenbahnen. Diese stellten fest, dass die Bahn in einem sehr schlechten Zustand war und eine Modernisierung nicht finanzierbar wäre. Sie legte den gesamten Schienenverkehr am 22. Mai 1955 still und baute bis 1970 die gesamten Gleisanlagen der MBE ab. Von ihr ist heute lediglich noch das Bahnhofsgebäude in Badenweiler erhalten.
Die Station lag am Bahnhofsvorplatz östlich der Bahnhofstraße. Es gab ein Bahnsteig- und ein Umsetzgleis. Die Fahrzeughalle befand sich südlich des Bahnhofes, dort ist heute noch ein Bus-Betriebshof. Dort lag auch ein Überladegleis für den geringen Güterverkehr.

### Unfälle
Am 17. Juli 1911 kam es im Bahnhof zu einer Entgleisung eines Zuges wegen überhöhter Geschwindigkeit in einer Baustellen-Langsamfahrstelle.
Am 20. Mai 2011 entgleisten acht teilweise mit Gefahrgut beladene Güterwagen vor dem Bahnhof Müllheim, der Zug kam aus voller Fahrt gerade noch am Kopfende des mit wartenden Passagieren besetzten Bahnsteig 2 zum Stehen. Rund 300 Anwohner im Umkreis von 100 m von der Unfallstelle wurden aufgrund der Explosionsgefahr evakuiert.

### Neu- und Ausbau der Rheintalbahn
Im Zug des Aus- und Neubaus der Strecke Karlsruhe-Basel musste das bisherige Empfangsgebäude abgerissen werden – die beiden Gleise der Neubaustrecke führen ostseits der Rheintalbahn über seinen bisherigen Standort. Die Gestaltung seines Ersatzes war Ende 2021 noch unklar: Als Provisorium wurden zunächst ab 2022 entsprechende Container aufgestellt.
Das bisherige Relaisstellwerk der Bauform Sp Dr L60 befand sich ebenfalls östlich des Bahnhofs auf dem Planum der neuen Schnellfahrgleise. Um den weiteren Streckenausbau und die Ausrüstung der Strecke mit ETCS L2 zu ermöglichen, musste es ersetzt werden. Am 15. November 2021 ging ein Elektronisches Stellwerk der Bauform ESTW L90 in Betrieb. Es handelt sich dabei um eine Außeneinheit (ESTW-A) des Stellwerks Buggingen, das aus der Betriebszentrale Karlsruhe gesteuert wird. Das Modulgebäude des Stellwerks befindet sich nun auf der Westseite des Bahnhofs im Bereich der ehemaligen Gütergleise. Die nördlichen Vorsignale der Einfahrsignale wurden dabei um rund 0,3 km nach Norden verschoben, die nördlichen Einfahrsignale um 0,1 km nach Süden. Die südlichen Einfahrsignale von der Rheintalbahn wurden um rund 0,3 km nach Süden verschoben. Der Bahnhofsbereich hat sich – im eisenbahntechnischen Sinn – entsprechend ausgedehnt.
Im Zuge des Ausbaus wurden auch die Bahnhofsanlagen modernisiert. 2024 wurde eine neue Unterführung in Betrieb genommen, die Bahnsteige wurden auf 55 cm erhöht und mit Leitstreifen und neuen Dächern versehen. Der Zugang erfolgt über Rampen oder einen Aufzug.
Rückbau des Empfangsgebäudes am 29. Juli 2022

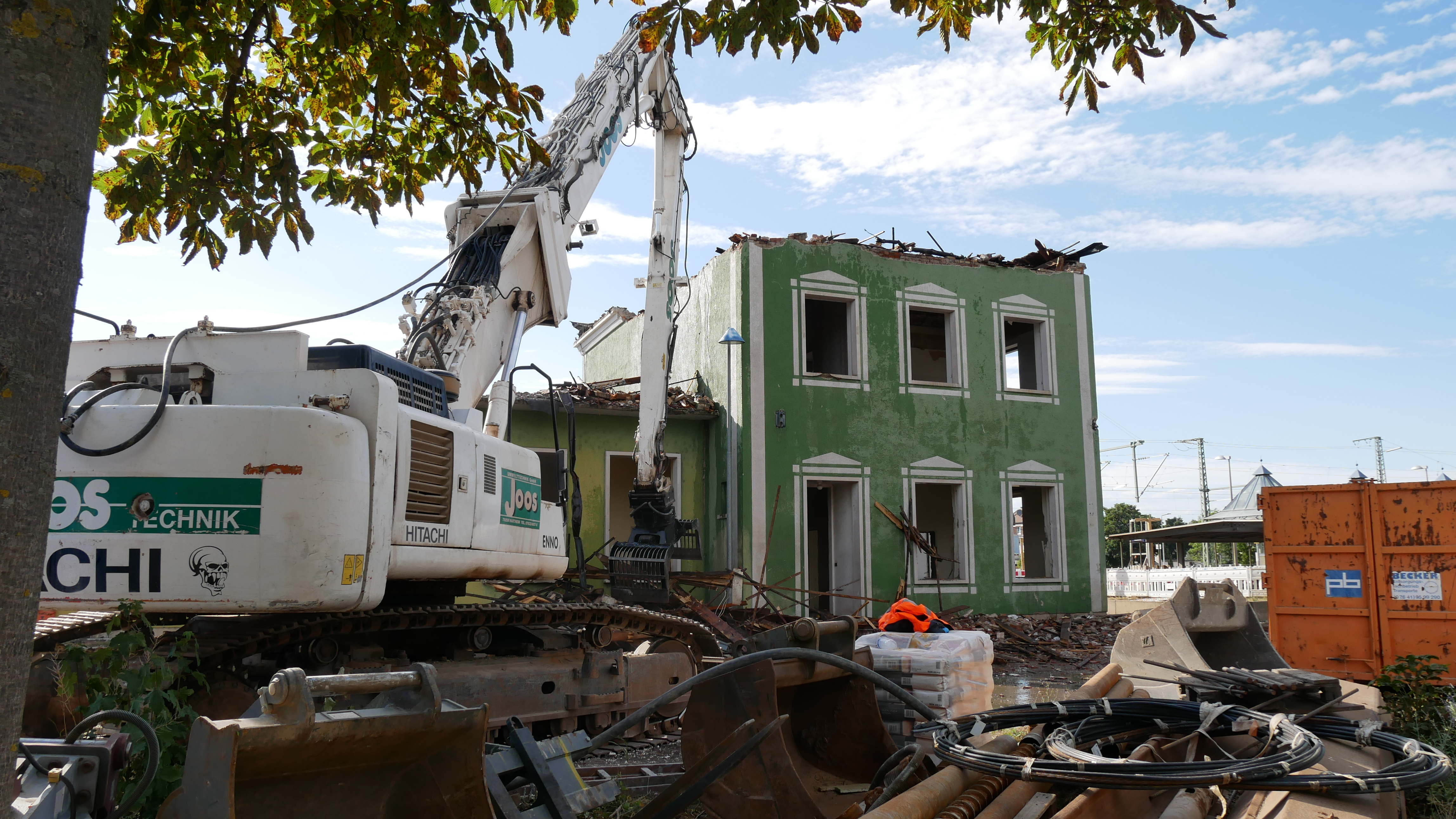
Blick von Nordost
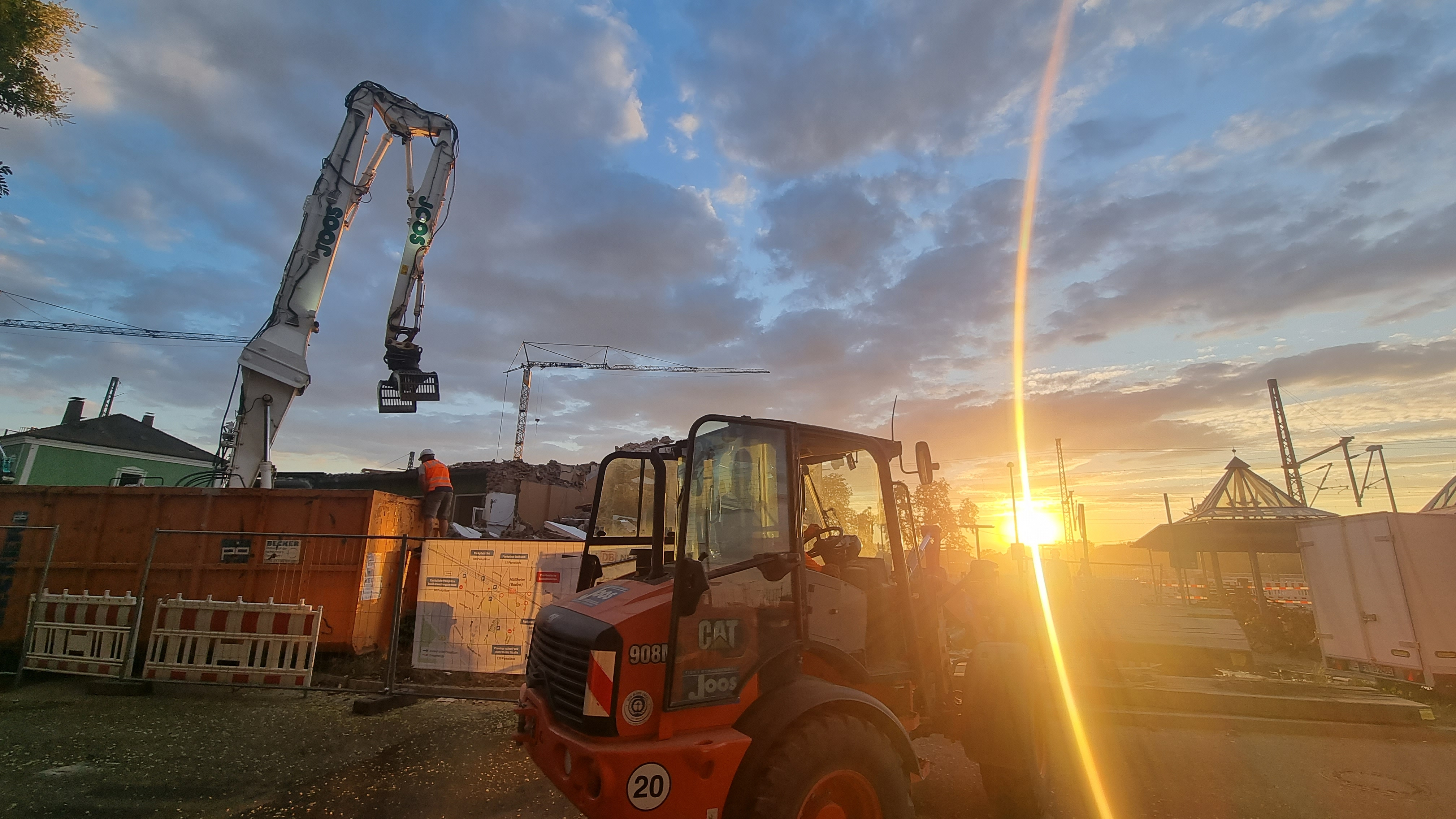
Weitwinkel im Abendlicht
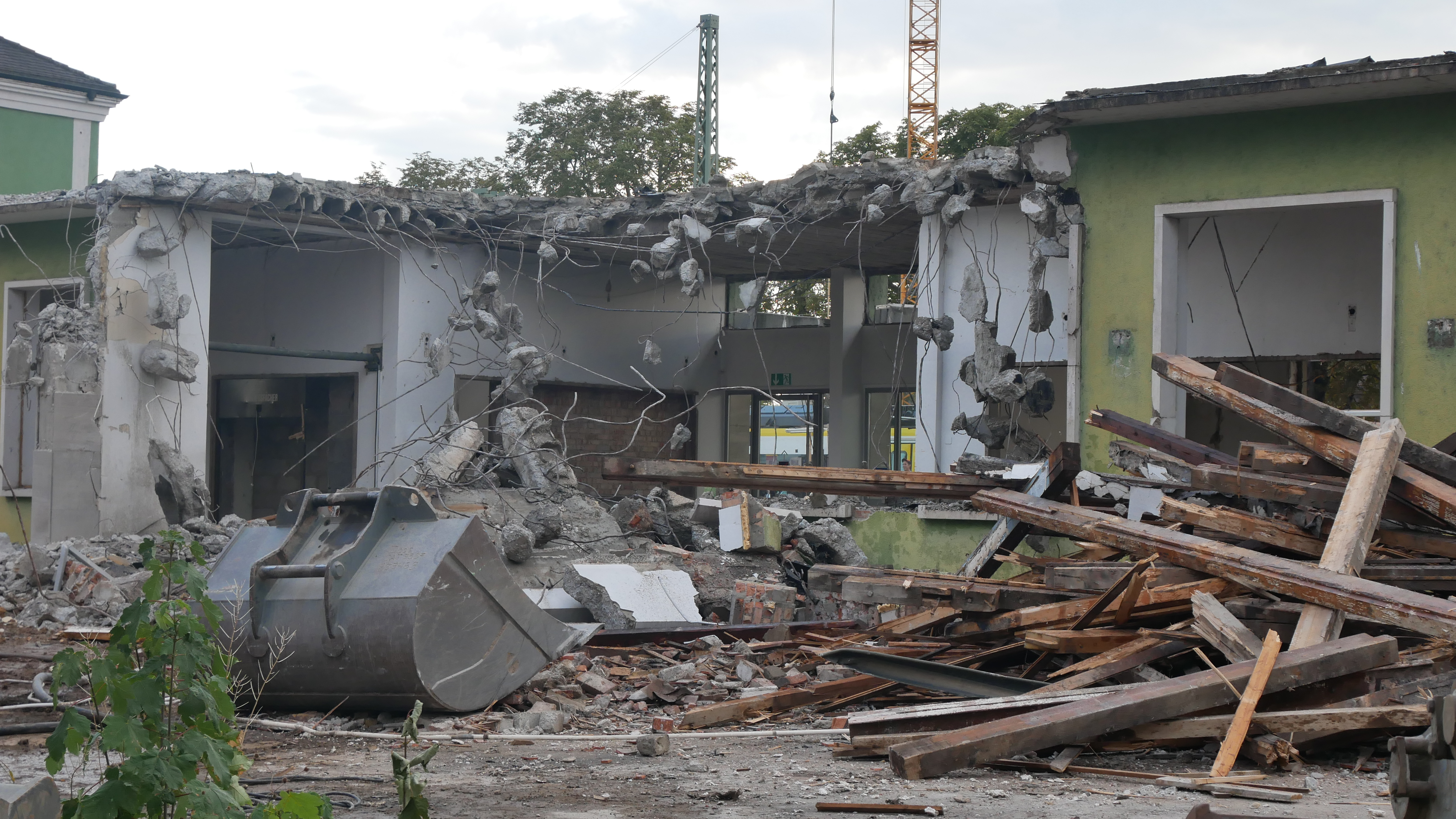
Reste der Schalterhalle
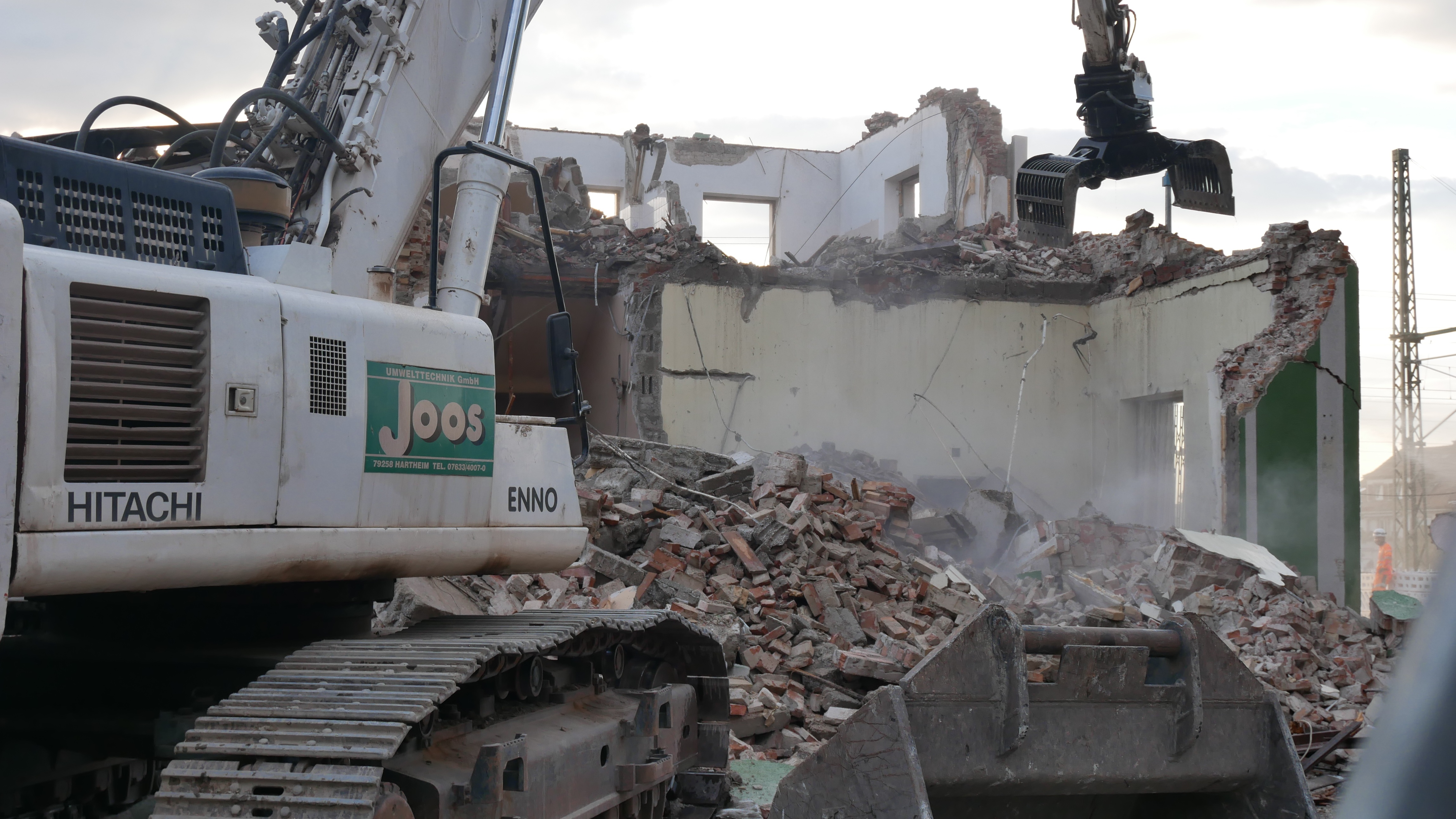
Abbruch des Vorsteher-Hauses

Namensänderung
Zum 27. April 2023 benannte sich die Stadt Müllheim in Müllheim im Markgräflerland um. Der Bahnhof Müllheim wurde zum Fahrplanwechsel im Dezember 2024 von Müllheim (Baden) in Müllheim im Markgräflerland umbenannt.

## Gleise und Bahnsteige
Der Müllheimer Bahnhof besitzt die drei Bahnsteiggleise 3, 4 und 6, welche alle Durchgangsgleise sind.
Das südliche Stumpfgleis 5 besaß früher ebenfalls einen Bahnsteig, dient aber seit dessen Rückbau 2024 nur noch als Abstellgleis. Westlich von Gleis 6 befindet sich das bahnsteiglose Gleis 7, welches von Güter-, Bau- und Leerzügen sowie zum Abstellen von Fahrzeugen genutzt wird. Im nördlichen Bahnhofsbereich befindet sich darüber hinaus das Überholgleis 15 westlich der Durchfahrgleise.
Die beiden zusätzlichen (Schnellfahr-)Gleise im Zug des viergleisigen Ausbaus der Rheintalbahn entstehen östlich der bestehenden Gleise im Bereich des ehemaligen Empfangsgebäudes; sie erhalten keine Bahnsteige.

Schematischer Gleisplan des Bahnhofs Müllheim (Stand 2024)
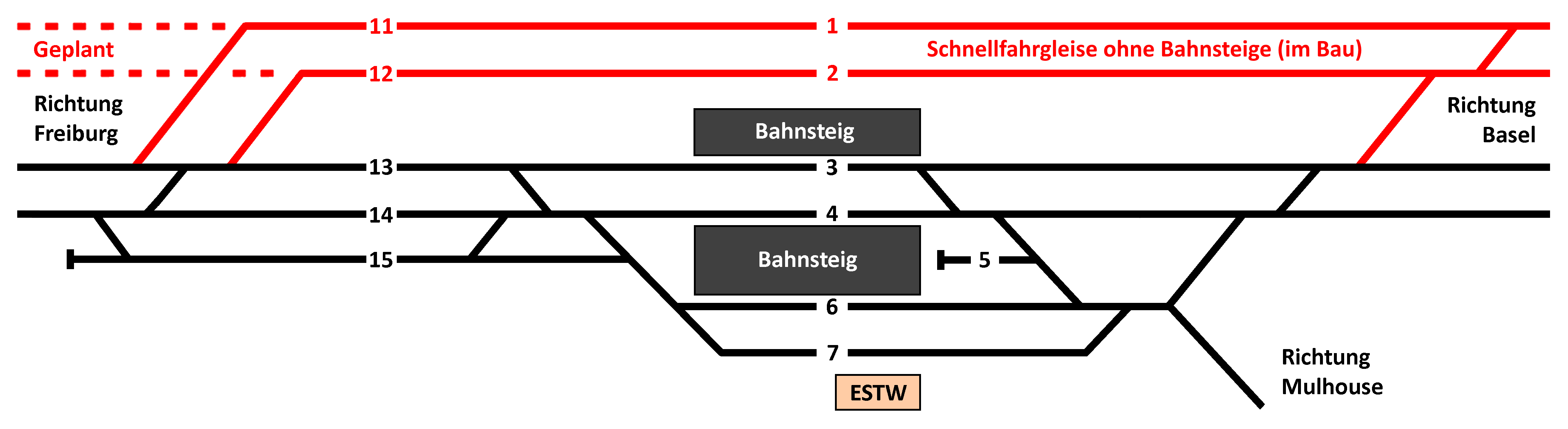

| Gleis | Nutzbare Länge | Bahnsteighöhe | Aktuelle Nutzung                                                                                  |
| ----- | -------------- | ------------- | ------------------------------------------------------------------------------------------------- |
| 3     | 245 m          | 55 cm         | Züge in Richtung Freiburg                                                                         |
| 4     | 245 m          | 55 cm         | Züge in Richtung Basel                                                                            |
| 6     | 245 m          | 55 cm         | Nahverkehrszüge aus/in Richtung Mulhouse und Neuenburg und wendende Züge aus/in Richtung Freiburg |

## Verkehr
Müllheim liegt im Tarifgebiet des Regio-Verkehrsverbundes Freiburg (RVF).

### Fernverkehr
Müllheim war bis Ende der 1980er Jahre regelmäßiger Halt von Nachtreisezügen mit Kurswagen nach Kopenhagen und Moskau. Seit Dezember 2013 hält wieder täglich ein Intercity („Baden-Kurier“) auf dem Weg von Basel Bad Bf nach München Hbf in Müllheim.
Zwischen August 2013 und Dezember 2018 verkehrte ein TGV-Zugpaar von Freiburg über Mulhouse nach Paris, welches einen Betriebshalt in Müllheim einlegen musste. Dieser wurde zum Fahrplanwechsel im Dezember 2015 in einen regulären Halt umgewandelt. Nach Inbetriebnahme der LGV Est européenne verkehrt dieser Zug nun über Straßburg.
Von April bis Oktober 2014 war der Bahnhof Müllheim aufgrund von Bauarbeiten auf der alten Bahnstrecke zwischen Schliengen und Efringen-Kirchen Halt des stündlich verkehrenden ICE. Dafür wurde der Bahnhof mit einem 400 Meter langen Bahnsteigaufbau versehen, der die Höhenunterschiede ausglich. Im Oktober 2014 wurde dieser Bahnsteigaufbau wieder entfernt.
Seit dem 11. Dezember 2022 verkehrt die bisherige IC-Linie 60 als ICE-Linie 60 außer in der Nacht auf Sonntag über die Neubaustrecke Wendlingen-Ulm.
| Linie  | Strecke | Taktfrequenz |
| ------ | --- | ------------ |
| ICE 60 | Basel Bad Bf – Müllheim im Markgräflerland – Freiburg (Breisgau) – Offenburg – Karlsruhe – Stuttgart – München | ein Zugpaar  |

### Nahverkehr

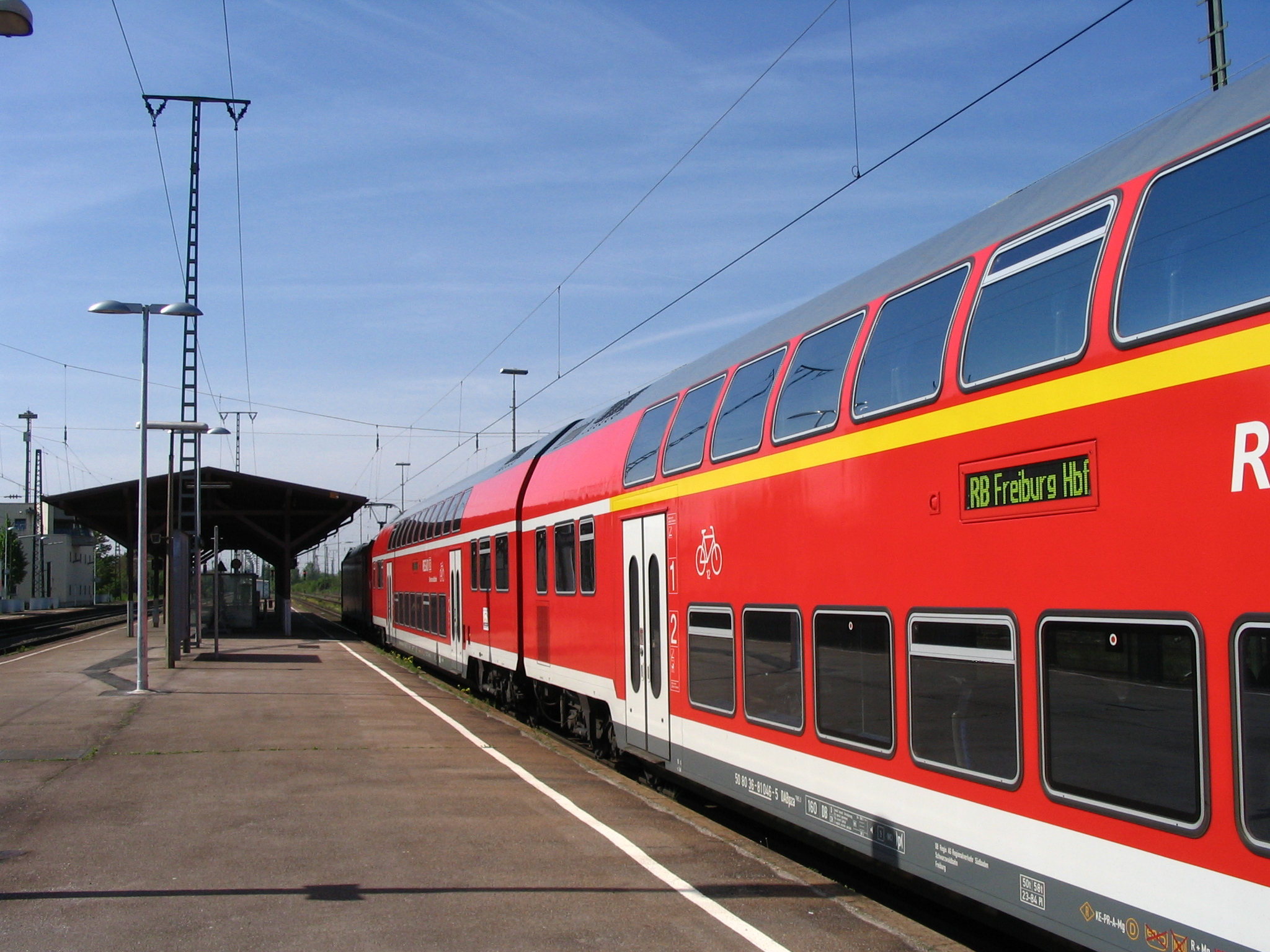
Regionalbahn im Müllheimer Bahnhof

In Müllheim halten alle Regional-Express- und Regionalbahnzüge zwischen Offenburg bzw. Freiburg und Basel Bad Bf.
Seit dem Beginn des Winterfahrplanes 2009/2010 am 14. Dezember 2009 verkehrt ein Teil der Regionalbahnen der Relation Freiburg–Müllheim weiter bis nach Neuenburg. Zusätzlich besteht ein Pendelverkehr Müllheim – Neuenburg mit Anschluss an die Regionalbahnen der Relation Freiburg – Basel. So entsteht ein angenäherter Stundentakt.
Seit Dezember 2012 gibt es täglich bis zu sieben Verbindungen zwischen Müllheim und Mulhouse. Zum Einsatz kommen hierbei französische X 73900 des TER Grand Est bzw. ursprünglich des TER Alsace. An Sonntagen wurde zeitweise ein Zugpaar bis Freiburg verlängert.
Ab Dezember 2026 soll ein durchgehender Stundentakt zwischen Müllheim und Mulhouse angeboten werden. Die Verbindung ist Teil einer großen gemeinsamen Ausschreibung der Aufgabenträger in Frankreich und Deutschland. Für die Durchführung der Verkehre werden von der Region Grand Est Mehrsystemtriebzüge der Serie Alstom Coradia Polyvalent angeschafft.
| Linie | Verlauf | Takt                     | Betreiber       | Gleis                                                         |
| ----- | --- | ------------------------ | --------------- | ------------------------------------------------------------- |
| RE 7  | (Karlsruhe –) Offenburg – Freiburg (Breisgau) Hbf – Müllheim im Markgräflerland – Basel Bad Bf (– Basel SBB) | stündlich ohne Takt      | DB Regio        | 3 (Ri. Freiburg) 4 (Ri. Basel)                                |
| RB26  | Müllheim (Baden) – Buggingen – Heitersheim – Bad Krozingen – Norsingen – Schallstadt – Ebringen – Freiburg (Breisgau) Hbf – (Freiburg-Herdern → Freiburg-Zähringen →) (ein Zug morgens in Tagesrandlage) Gundelfingen (Breisgau) – Denzlingen – Kollmarsreute – Emmendingen – Teningen-Mundingen – Köndringen – Riegel-Malterdingen – Kenzingen – Herbolzheim (Breisgau) – Ringsheim – Orschweier – Lahr (Schwarzw) – Friesenheim (Baden) – Offenburg Stand: Fahrplanwechsel Dezember 2022 | einzelne Züge wochentags | DB Regio        | 6                                                             |
| RB27  | (Basel Bad Bf – Weil am Rhein – Haltingen – Eimeldingen – Efringen-Kirchen – Istein – Kleinkems – Rheinweiler – Bad Bellingen – Schliengen – Auggen) (außer vormittags) / Neuenburg (Baden) – Müllheim (Baden) – Buggingen – Heitersheim – Bad Krozingen – Norsingen – Schallstadt – Ebringen – Freiburg-Sankt Georgen – Freiburg (Breisgau) Hbf (– Denzlingen – Emmendingen) (einzelne Züge in Tagesrandlage) Stand: Fahrplanwechsel Dezember 2022                                        | 60 min                   | DB Regio        | 3 (Ri. Freiburg) 4 (Ri. Basel) 6 (Ri. Neuenburg und Freiburg) |
| RB28  | (Freiburg (Breisgau) Hbf –) (ein Zugpaar sonn-/feiertags) Müllheim (Baden) – Neuenburg (Baden) – Bantzenheim – Mulhouse-Ville Stand: Fahrplanwechsel Dezember 2022 | 120 min                  | DB Regio / SNCF | 6                                                             |

### Regionalbusverkehr
| Linie  | Verlauf | Betrieb                 |
| ------ | --- | ----------------------- |
| 4      | Müllheim Bf – Auggen – Neuenburg – Steinenstadt – Schliengen – Liel – Erlenboden – Kandern                                                           | SWEG                    |
| 650B   | Müllheim Bf – Amtsgericht – Niederweiler – Badenweiler – Schweighof – Neuenweg                                                                       | SWEG                    |
| 245    | Müllheim Markgräfler Platz – Müllheim Bf – Hügelheim – Seefelden – Grißheim – Gewerbepark Breisgau – Eschbach – Heitersheim                          | RAST-Reisen             |
| 261    | Müllheim Bf – Amtsgericht – Britzingen – Laufen – Sulzburg – Ballrechten – Dottingen – Heitersheim – Seefelden – Buggingen – Hügelheim – Müllheim Bf | Will Markgräfler Reisen |
| 264    | Müllheim Bf – Amtsgericht – Schliengen – Kandern – Liel – Schliengen – Auggen – Müllheim                                                             | Will Markgräfler Reisen |
| 7240.5 | Müllheim Bf – Eisenbahnstraße – Hügelheim – Buggingen – Seefelden – Grißheim – Heitersheim                                                           | Südbadenbus             |

(Stand 2022)